# Chaetogammarus ischnus
Chaetogammarus ischnus is een vlokreeftensoort uit de familie van de Gammaridae. De wetenschappelijke naam van de soort is voor het eerst geldig gepubliceerd in 1898 door Stebbing.